# آلتینکال (قره‌قالپاقستان)
آلتینکال (به ازبکی: Oltinkoʻl) یک منطقهٔ مسکونی در ازبکستان است که در قره‌قالپاقستان واقع شده‌است. آلتینکال ۲۰٬۴۶۳ نفر جمعیت دارد.